# 王子英起义
王子英起义，隋末民变上谷起义。
隋末，上谷郡（郡治易县，今河北省易县）人王子英聚众反隋。隋炀帝大业十三年（617年）二月戊子，王子英攻破上谷郡城。当时上谷郡下辖易县、飞狐县（今河北省涞源县）、涞水县（今河北省涞水县）、遂城县（今河北省徐水县西遂城）、遒县（今河北省涞水县北）、永乐县（今河北省满城县北十里）。